# Saint-Denis-sur-Sarthon
Saint-Denis-sur-Sarthon – miejscowość i gmina we Francji, w regionie Normandia, w departamencie Orne.
Według danych na rok 1990 gminę zamieszkiwało 971 osób, a gęstość zaludnienia wynosiła 70 osób/km² (wśród 1815 gmin Dolnej Normandii Saint-Denis-sur-Sarthon plasuje się na 235. miejscu pod względem liczby ludności, natomiast pod względem powierzchni na miejscu 282.).